# Christophe Perrillat-Collomb
Christophe Perrillat-Collomb (Annecy, 19 gennaio 1979) è un ex fondista francese.

## Biografia
In Coppa del Mondo ha esordito il 3 marzo 2000 a Lahti (45°) e ha ottenuto la prima vittoria, nonché primo podio, il 7 febbraio 2004 a La Clusaz.
In carriera ha preso parte a due edizioni dei Giochi olimpici invernali, Salt Lake City 2002 (non conclude la 30 km, 56° nell'inseguimento, 8° nella staffetta) e Torino 2006 (24° nella 15 km, 34° nell'inseguimento, 4° nella staffetta), e a cinque dei Campionati mondiali (6° nella staffetta a Oberstdorf 2005 il miglior risultato).

## Palmarès

### Coppa del Mondo
- Miglior piazzamento in classifica generale: 70º nel 2006
- 5 podi (tutti a squadre[1]):
  - 1 vittoria
  - 1 secondo posto
  - 3 terzi posti (individuali, 3 a squadre)

#### Coppa del Mondo - vittorie
| Data            | Località  | Nazione | Spec.                                                                 |
| --------------- | --------- | ------- | --------------------------------------------------------------------- |
| 7 febbraio 2004 | La Clusaz | Francia | 4x10 km (con Alexandre Rousselet, Vincent Vittoz ed Emmanuel Jonnier) |

### Marathon Cup
- Miglior piazzamento in classifica generale: 8º nel 2014
- 6 podi:
  - 2 vittorie
  - 4 terzi posti

#### Marathon Cup - vittorie
| Data             | Gara                | Località       | Nazione  | Spec.       |
| ---------------- | ------------------- | -------------- | -------- | ----------- |
| 14 marzo 2004    | Engadin Skimarathon | Samedan        | Svizzera | 42 km TL MS |
| 14 febbraio 2010 | Transjurassienne    | Lamoura/Mouthe | Francia  | 76 km TL    |

Legenda:

TL = tecnica libera

MS = partenza in linea